# Rock the Blues Away
Rock the Blues Away è un singolo del gruppo musicale australiano AC/DC, il terzo estratto dal quindicesimo album in studio Rock or Bust e pubblicato il 6 febbraio 2015.

## Video musicale
Il videoclip del brano è stato girato a Los Angeles e ha visto la partecipazione di Chris Slade alla batteria, che accompagnerà il gruppo durante il Rock or Bust World Tour.

## Tracce
Download digitale, CD promozionale (Regno Unito)
1. Rock the Blues Away – 3:24

## Formazione
- Brian Johnson – voce
- Angus Young – chitarra solista
- Stevie Young – chitarra ritmica
- Cliff Williams – basso
- Phil Rudd – batteria

## Classifiche
| Classifica (2015)             | Posizione massima |
| ----------------------------- | ----------------- |
| Belgio (Fiandre)              | 75                |
| Belgio (Vallonia)             | 93                |
| Stati Uniti (mainstream rock) | 40                |